# Suwałkikorridoren

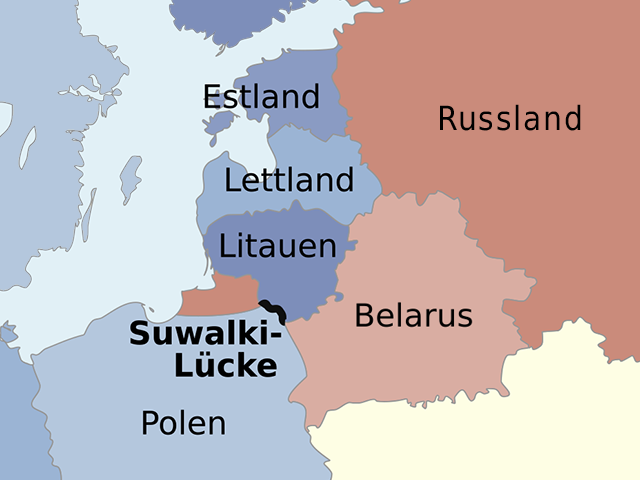
Karta som visar läget för Suwałkikorridoren (Suwalki Gap)

Suwałkikorridoren (polska: przesmyk Suwałki) är en landremsa i nordöstra Polen och södra Litauen, runt staden Suwałki. Suwałkikorridoren ligger där avståndet är som minst mellan Kaliningradexklaven, som tillhör Ryssland, och Belarus, som har nära relationer med Ryssland. Fågelvägen är korridoren 65,4 km lång.
Även begreppet Suwałkitriangeln används om samma område, framför allt i Litauen, och syftar då på städerna Suwałki, Puńsk och Sejny.
Namnet Suwałkikorridoren används framför allt i militära sammanhang, med anledning av att alla landförbindelser mellan de baltiska länderna och övriga Nato-länder går genom detta område. Det är därför av stor vikt för Nato att detta område kan försvaras, så att det är möjligt att förstärka de baltiska länderna landvägen i händelse av en konflikt med Ryssland.
Suwałkikorridoren har jämförts med Fuldakorridoren i Tyskland, som spelade en stor roll i Natos planläggning under Kalla kriget.